# Charles Day
Charles Ward "Chuck" Day, född 19 oktober 1914 i Colville, död 26 maj 1962 i Seattle, var en amerikansk roddare.
Day blev olympisk guldmedaljör i åtta med styrman vid sommarspelen 1936 i Berlin.